# Морозов Юрій Андрійович
Ю́рій Андрі́йович Моро́зов (рос. Юрий Андреевич Морозов, 13 травня 1934, Синявіно, Мгінський район, Ленінградська область, РРФСР, СРСР — 15 лютого 2005, Санкт-Петербург, Росія) — радянський футболіст і російський футбольний тренер. Заслужений тренер СРСР (1989). Капітан «Адміралтейця» і «Динамо». Фізично сильний, працьовитий, сміливий у єдиноборствах футболіст.

## Біографія

### Ігрова кар'єра
Народився в 1934 році в селищі Синявіно Мгінського району Ленінградської області. Почав грати в 1948 році в Ленінграді в футбольній школі МіськВНО.
Вчився в Ленінградському технологічному інституті на секретному факультеті — студентам навіть зошити забороняли виносити з аудиторії. Від 19 до 23 років Юрій не міг у складі «Зеніту» виїжджати на збори або на ігри за межі країни. Лише в 1957 році секретність скасували й Морозов став таким же гравцем, як і всі інші. Але витіснити з основного складу Станіслава Завідонова не зумів. Тому з червня 1958 року грав за «Адміралтеєць», який розформували в 1961-му, а його місце віддали «Динамо» (Ленінград), де через три роки Морозов і провів свій останній футбольний матч.
Всього у чемпіонатах СРСР провів 153 матчі і забив 9 голів («Адміралтеєць» — (70, 5); «Динамо» — (68, 3); «Зеніт» — (15, 1)).
У 1960 році грав за другу збірну СРСР.

### Тренерська кар'єра
Після завершення ігрової кар'єри з 1965 року став тренером школи «Зеніту», згодом — старшим викладачем і доцентом кафедри футболу ГДОІФКа ім. П. Ф. Лесгафта (1970-73) та держтренером Спорткомітету СРСР по Ленінграду — 1976 (з серпня)—1977.
З 1974 по 1976 рік (з перервами) працював помічником К. І. Бєскова і В. В. Лобановського в збірній СРСР. Після нетривалої роботи в тренерському штабі московського «Спартака» на початку 1977 року очолив ленінградське «Динамо», а в середині жовтня 1977 року призначено в. о. головного тренера «Зеніту» (Ленінград). З 1978 по 1982 рік — головний тренер «Зеніту». Під керівництвом Морозова «Зеніт» (Ленінград) став третім призером чемпіонату СРСР 1980 року (вперше у своїй історії).

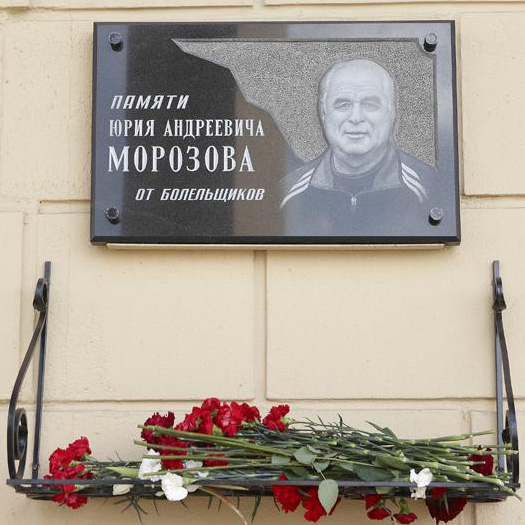
Меморіальна дошка пам'яті Юрія Андрійовича Морозова

У 1983 році очолював київське «Динамо», одночасно допомагаючи Лобановському в збірній СРСР, а з 1984 по 1987 рік — московський ЦСКА. У 1986 році ведений ним ЦСКА виграв турнір першої ліги і вийшов у вищу. Паралельно з 1986 по 1990 рік знову асистував Валерію Лобановському в тренерському штабі збірної СРСР. За участю Морозова збірна СРСР була фіналістом Євро-88, бронзовим призером ОІ-76, виступала на ЧС-86 і ЧС-90.
У 1990 році керував національною збірною Іраку, а в 1991-му — першоліговим «Зенітом».
У 1992 році працював з командою «Шарджа» з ОАЕ, в 1994 році — з національною та олімпійською збірними Кувейту.
З 1995 по 1997 рік — спортивний директор «Зеніту». На початку 2000 року повернувся в «Зеніт» спочатку як старший тренер-консультант, потім в. о. головного тренера (квітень-травень), а в червні втретє був призначений головним тренером команди. За станом здоров'я 5 липня 2002 року був переведений на посаду радника президента клубу. У сезоні 2003 року очолював петербурзький «Петротрест».
У командах Морозова вперше заявили про себе Володимир Клементьєв, Микола Ларіонов, Михайло Бірюков, Юрій Желудков, Юрій Герасимов, Олексій Степанов, Валерій Брошин, Володимир Долгополов, Андрій Аршавін, Олександр Кержаков, Павло Яковенко, Олег Кузнецов, Дмитро Кузнєцов, Андрій Мох, Андрій Афанасьєв, Володимир Татарчук, Сергій Колотовкін, Ігор Корнєєв, В'ячеслав Малафєєв, Володимир Бистров, Ігор Денисов.
Багаторічний соратник і послідовник Валерія Лобановського. Вчитель Павла Садиріна. Один з найкращих фахівців у радянському футболі щодо організації навчально-тренувального процесу, використання досягнень спортивної науки в підготовці футболістів. Суворий і вимогливий, умів підібрати команду й довагати до високих кондицій молодих футболістів, але вирішення великих турнірних завдань йому не завжди вдавалося.
Пішов з життя 15 лютого 2005 року. Похований на Сестрорецькому кладовищі.

## Досягнення
- Орден Дружби (1997)
- Заслужений тренер СРСР (1989)
- Кандидат педагогічних наук (1970)

### Як тренера

#### У «Зеніті»
- 3 місце в чемпіонаті СРСР 1980 року
- 3 місце в чемпіонаті Росії 2001 року
- Фіналіст Кубка Росії 2002 року

#### У ЦСКА
- 1 місце в першій лізі чемпіонату СРСР 1986 року

## Тренерська статистика
| Команда           | Країна | З               | По             | Результати | Результати | Результати | Результати | Результати |
| Команда           | Країна | З               | По             | І          | В          | Н          | П          | В %        |
| ----------------- | ------ | --------------- | -------------- | ---------- | ---------- | ---------- | ---------- | ---------- |
| Зеніт (Ленінград) | СРСР   | 1978            | 1982           | 195        | 66         | 57         | 72         | 33,85      |
| Динамо (Київ)     | СРСР   | 1983            | 1983           | 37         | 14         | 11         | 12         | 37,84      |
| ЦСКА              | СРСР   | 1984            | 1987           | 175        | 71         | 47         | 57         | 40,57      |
| СРСР              | СРСР   | 24 березня 1988 | 18 серпня 1988 | 4          | 1          | 2          | 1          | 25,00      |
| Зеніт (СПб)       | СРСР   | 1991            | 1991           | 43         | 11         | 14         | 18         | 25,58      |
| Зеніт (СПб)       | Росія  | 25 квітня 2000  | 5 липня 2002   | 81         | 43         | 20         | 18         | 53,09      |
| Петротрест        | Росія  | 2003            | 2003           | 37         | 17         | 10         | 10         | 45,95      |
| Всього            | Всього | Всього          | Всього         | 572        | 223        | 161        | 188        | 38,99      |